# Rudolf Ernst von Bila
Rudolf Ernst von Bila (* 30. Dezember 1743; † 1. Februar 1808 in Neustadt an der Aisch) war ein preußischer Generalmajor und Chef des Husarenregiments Nr. 11.

## Leben

### Herkunft
Er entstammte dem thüringischen Uradelsgeschlecht von Bila. Seine Eltern waren der Hauptmann und Kammerjunker Alexander Reinhard Ernst von Bila und dessen Ehefrau Veronika Elisabeth, geborene von Rüxleben. Der preußische Generalmajor Karl Anton von Bila war sein Bruder.

### Militärkarriere
Bila kam 1759 als Junker in das Husarenregiment „Zieten“ der Preußischen Armee. Während des Siebenjährigen Krieges kämpfte er in der Schlacht bei Torgau und bei der Belagerung von Schweidnitz. Bila wurde am 13. April 1761 Kornett und nach dem Krieg am 4. Januar 1764 Sekondeleutnant. Als solcher kämpfte er zunächst auch im Bayrischen Erbfolgekrieg und wurde am 11. Dezember 1778 Premierleutnant. Am 1. Mai 1783 wurde er zum Stabsrittmeister befördert. Er war auch bei den Truppen die 1787 zur Bekämpfung der Unruhen nach Holland geschickt wurden. Für die Einnahme von Nieuport und Schoonhoven erhielt er am 18. September 1787 den Orden Pour le Mérite.
Am 8. Dezember 1788 wurde Bila Major und Eskadronchef im Husarenregiment Nr. 8. Dann wurde er am 17. März 1792 als Kommandeur in das neuerrichtete Husarenregiment Nr. 11 versetzt. Noch am 1. September 1795 erhielt er eine Zulage von 200 Talern. Am 31. Mai 1798 wurde er Oberstleutnant und am 31. Mai 1799 Oberst. Während seiner Zeit in Ansbach musste er immer wieder sich gegen österreichische und französische Truppen durchsetzen, die Ortschaften in neutralen preußischen Gebieten besetzt hatten. Am 13. September 1803 erhielt Bila den Befehl, die gelben Dolmans seines Regiments gegen grüne zu tauschen. Noch 1805 erhielt er vom König nach einer erfolgreichen Revue ein Lob für den guten Zustand seiner Truppe. Am 15. April 1806 wurde er dann Chef des Husarenregiments „Sass“ und mit Patent vom 30. Mai 1806 am 20. Mai 1806 zum Generalmajor befördert. Bila nahm mit dem Regiment am Vierten Koalitionskrieg teil, dieser endete für ihn aber am 31. Oktober 1806 mit der Kapitulation bei Anklam.
Er starb am 21. Februar 1808 in Neustadt an der Aisch in Franken.

### Familie
Bila war zweimal verheiratet. Er heiratete zunächst 1790 in Stolp in Pommern Wilhelmine Luise Gebel (* 1753; † 21. Februar 1800). Das Paar blieb ohne Kinder. Nach dem Tod seiner ersten Frau heiratete er 1806 in Müncheberg Christiane Sophia Amthor (* 1. Juli 1773; † 17. Dezember 1859). Das Paar hatte zwei Töchter:
- Wilhelmine Friederike
- Beate Wilhelmine Florentine Charlotte Friederike (* 21. März 1808; † 3. August 1855) ⚭ 1832 Ferdinand von Hohenhausen und Hochhaus  (* 29. April 1782; † 26. April 1882)